# Ricardo Greer
Ricardo Greer (* 18. August 1977 in New York City, New York) ist ein US-amerikanisch-dominikanischer Basketballspieler. Greer begann nach dem Studium in seinem Geburtsland eine Karriere als Profi in Europa, wo er seit 2002 mit einjähriger Unterbrechung in der französischen LNB Pro A spielt. Er wurde mit zwei verschiedenen Vereinen je einmal französischer Meister und hat diverse Auszeichnungen und Berufungen in All-Star-Mannschaften der Liga erhalten. Bei vielen Stationen seiner Karriere spielte er zusammen mit seinem knapp zwei Jahre jüngeren Bruder Jeff, mit dem er zusammen auch die beiden französischen Meisterschaftstitel gewann.

## Karriere
Greer studierte in den USA an der University of Pittsburgh, wo er von 1997 bis 2001 für die Hochschulmannschaft Panthers in der Big East Conference der NCAA Division I spielte. Die Pitt Panthers spielten während Greers Zeit zunächst negative Saisonbilanzen ein, doch unter der Führung von Greer, der 2000 als „Most Improved Player“ der Big East ausgezeichnet wurde, erreichte man in der abschließenden Senior-Collegesaison von Greer wieder eine positive Saisonbilanz und stieß bis in das Finalspiel des Big East-Meisterschaftsturniers vor, das jedoch mit 22 Punkten Unterschied gegen die Eagles des Boston College verloren wurde, die das Turnier dominierten und kein Spiel mit weniger als 14 Punkten Unterschied gewannen. Trotzdem reichte es für die Panthers nicht zur Qualifikation für die landesweite NCAA-Endrunde, stattdessen spielte man im National Invitation Tournament, in dem man jedoch bereits in der zweiten Runde ausschied. Greers persönliche Leistungen hatten trotz des mannschaftlichen Erfolgs der Panthers in der abschließenden Saison etwas stagniert und er konnte sich auch im Folgenden nicht für einen Vertrag in der am höchsten dotierten Profiliga NBA empfehlen.
Im Sommer 2001 spielte er zunächst im Herkunftsland seiner Vorfahren für Los Padros im Distrito Nacional von Santo Domingo in der Dominikanischen Republik. Anschließend unterschrieb einen Profivertrag beim BK Kiew in der Basketball Superliga Ukraine, der jedoch nach wenigen Wochen wieder aufgelöst wurde. Nachdem er 2002 zunächst für eine Mannschaft aus La Vega aktiv gewesen war, kehrte er zur Saison 2002/03 nach Europa zurück und spielte in der LNB Pro A für Saint Thomas Basket aus Le Havre. Hier wurde er als Repräsentant seiner Mannschaft zum All-Star-Spiel der französischen Liga eingeladen und war zudem der Spieler mit den durchschnittlich meisten Ballgewinnen der Spielzeit. Die Mannschaft von STB Le Havre, die in der Vorsaison den Klassenerhalt nur wegen des besseren direkten Vergleichs erreicht hatte, konnte sich am Ende der Spielzeit erstmals nach Rückkehr in die höchste Spielklasse als Tabellenachter für die Play-offs um die französische Meisterschaft qualifizieren, wo man jedoch gegen den vormaligen Vizemeister und späteren Titelträger Élan Béarnais in der ersten Runde ausschied. Während sein Bruder Jeff nach Le Havre wechselte, ging Ricardo Greer in die British Basketball League zu den Towers aus London, die als Dritter der regulären Saison 2003/04 im Halbfinale der Play-offs gegen den späteren Titelträger Sheffield Sharks ausschieden. Zum Ende der Spielzeit wechselte Greer jenseits des Ärmelkanals zurück nach Frankreich und spielte für den Basket Club Maritime in Gravelines, für die er in den Play-offs noch drei Spiele absolvierte. BCM Gravelines verlor jedoch die Finalserie um die Meisterschaft gegen Titelverteidiger Élan Béarnais.
Zur Saison 2004/05 wechselten die beiden Greer-Brüder gemeinsam zu Illkirch-Graffenstaden Basket nach Strasbourg. Die Mannschaft hatte 2003 die Klasse nur durch Aufstockung der Liga gehalten. Nachdem die Mannschaft 2004 in der ersten Play-off-Runde gegen Titelverteidiger Élan Béarnais Pau-Orthez ausgeschieden war, hatten sich die Kräfteverhältnisse in der Saison 2004/05 umgedreht. In der ersten Play-off-Runde konnte man als Tabellendritter den Sechsten aus Pau ausschalten und nach dem Sieg im Meisterschaftsfinale über SLUC Nancy komplett entthronen. Ricardo Greer wurde beim ersten Meisterschaftserfolg des Vereins als „Most Valuable Player“ (MVP) der Finalspiele ausgezeichnet und beeindruckte durch seine Athletik. In der folgenden Spielzeit spielte die Mannschaft im höchsten europäischen Vereinswettbewerb EuroLeague 2005/06, wo man in der Vorrunde jedoch nur drei von 14 Vorrundenspielen gewinnen konnte und frühzeitig ausschied. In der französischen Meisterschaft verlor man diesmal im Halbfinale gegen SLUC Nancy, die wiederum Vizemeister wurden. Anschließend trennten sich die Wege der beiden Brüder zunächst. Während Jeff nach Israel wechselte, ging Ricardo zum bisherigen Konkurrenten Élan Béarnais Pau-Orthez.
In der Saison 2006/07 konnte Greer mit Élan Béarnais aus dem Südwesten Frankreichs den Pokalwettbewerb „Coupe de France“  gewinnen und erreichte mit dem Verein in der EuroLeague 2006/07 die Runde der besten 16 Mannschaften, in der man jedoch nur noch eins von sechs Spielen gewinnen konnte. Doch in der Meisterschaft reichte es mit einer knapp positiven Saisonbilanz mit 18 Siegen in 34 Spielen wegen des schlechteren direkten Vergleichs nur zum neunten Platz, so dass der in der Vergangenheit erfolgsverwöhnte Verein, der zwischen 1996 und 2004 sechs von neun Meisterschaften gewonnen hatte, erstmals seit Einführung der Play-offs 1985 nicht für die Finalrunde der Titelvergabe qualifiziert war. Der Stade Lorrain Université Club (SLUC) aus Nancy, der dreimal hintereinander gegen wechselnde Vereine das Meisterschaftsfinalspiel verloren hatte, verpflichtete zur Saison 2007/08 die beiden Greer-Brüder und konnte tatsächlich als Zweitplatzierter der Hauptrunde im Finalspiel der Play-offs Titelverteidiger Chorale Roanne mit 31 Punkten Unterschied entthronen und gleichfalls wie Strasbourg IG drei Jahre zuvor den ersten Titelerfolg in der Meisterschaft feiern. In der EuroLeague 2008/09 war bei der ersten Teilnahme des Vereins an diesem Wettbewerb mit nur zwei Siegen in zehn Spielen nach der Vorrunde bereits wieder Endstation und auch in der Meisterschaft verlor man als Vierter der regulären Spielzeit die Play-off-Halbfinalserie gegen den Hauptrundenersten und späteren Titelträger ASVEL. Nachdem Greer bereits 1999 kurzzeitig dem Kader der Nationalmannschaft der Dominikanischen Republik angehört hatte, wurde er 2009 für den Endrundenkader bei der Basketball-Amerikameisterschaft 2009 berufen. In der Zwischenrunde verlor man das entscheidende Spiel um die Halbfinalteilnahme gegen Kanada mit vier Punkten Unterschied. Obwohl Greer in der folgenden Saison 2009/10 als „MVP étranger“ zum besten ausländischen Spieler der LNB Pro A ernannt und zum fünften Mal zum All-Star-Spiel der Liga eingeladen wurde, schied die Mannschaft von SLUC Nancy als Hauptrundenfünfter in der ersten Runde der Play-offs aus. 
Für die Saison 2010/11 unterschrieb Ricardo Greer zunächst einen Vertrag beim kroatischen Vizemeister KK Zadar, kehrte aber noch vor Saisonbeginn zu Strasbourg IG zurück, die als Drittletzter der Vorsaison nur knapp die Klasse gehalten hatten. Sein Bruder Jeff spielte für BCM Gravelines, gegen die SLUC Nancy in der Vorsaison in der ersten Play-off-Runde ausgeschieden war. In einem ausgeglichenen Teilnehmerfeld holte Strasbourg IG wie vier andere Mannschaften nur zwölf Saisonsiege in 30 Spielen und konnte sich damit auf dem elften Platz in der Abschlusstabelle platzieren. In der folgenden Saison 2011/12 reichte es trotz zwei Siegen mehr nur zu einer geringfügigen Verbesserung auf den zehnten Platz. In der Saison 2012/13 waren die beiden Brüder wieder vereint, als Jeff von EnBW Ludwigsburg aus der deutschen Basketball-Bundesliga auf die andere Rheinseite zurückkehrte. Zudem wechselte Louis Campbell vom anderen württembergischen Verein Tigers Tübingen ins Elsass, wo mit den beiden Greer-Brüdern und dem ehemaligen französischen Nationalspieler Aymeric Jeanneau drei Protagonisten des ersten Meisterschaftsgewinns 2005 versammelt waren. Als Zweiter der Hauptrunde blieb man in den Play-offs zunächst ungeschlagen und erreichte das Meisterschaftsfinale, das erstmals wieder als Play-off-Serie im „Best-of-Five“-Modus statt wie zuvor in einem einzelnen Spiel ausgetragen wurde. Gegner der Finalserie war der Vorjahresaufsteiger JSF Nanterre, der nur wegen des besseren direkten Vergleichs als Hauptrundenachter erstmals in der Vereinsgeschichte die Play-offs erreicht hatte, aber in diesen ebenfalls zuvor ungeschlagen blieb. Im ersten Finalspiel vor heimischen Publikum konnte Strasbourg IG den Emporkömmling vermeintlich vernichtend mit 34 Punkten Unterschied die erste Play-off-Niederlage zufügen. Die folgenden drei Finalspiele gingen jedoch gegen den Pariser Vorstadtklub verloren, so dass die beiden Greer-Brüder erstmals ein gemeinsames Meisterschaftsfinale in Frankreich verloren.